# Ajedrez saltamontes
|       |       |       |       |       |       |       |       |       |  |
|       | a8 rd | b8 nd | c8 bd | d8 qd | e8 kd | f8 bd | g8 nd | h8 rd |  |
| a7 gd | b7 gd | c7 gd | d7 gd | e7 gd | f7 gd | g7 gd | h7 gd |       |  |
| a6 pd | b6 pd | c6 pd | d6 pd | e6 pd | f6 pd | g6 pd | h6 pd |       |  |
| a5    | b5    | c5    | d5    | e5    | f5    | g5    | h5    |       |  |
| a4    | b4    | c4    | d4    | e4    | f4    | g4    | h4    |       |  |
| a3 pl | b3 pl | c3 pl | d3 pl | e3 pl | f3 pl | g3 pl | h3 pl |       |  |
| a2 gl | b2 gl | c2 gl | d2 gl | e2 gl | f2 gl | g2 gl | h2 gl |       |  |
| a1 rl | b1 nl | c1 bl | d1 ql | e1 kl | f1 bl | g1 nl | h1 rl |       |  |
|       |       |       |       |       |       |       |       |       |  |

El ajedrez saltamontes es una variante del ajedrez, en el que a los peones se les permite promover a una pieza mágica llamada saltamontes. El saltamontes (mostrado como una reina invertida) se mueve como una reina pero debe saltar encima de otra pieza para moverse o capturar.
En algunas variantes los saltamontes se colocan en la posición inicial del tablero en adición a las piezas usuales. Por ejemplo, los peones pueden moverse hacia delante y los saltamontes se ubican a lo largo de la segunda y séptima filas, como se muestra en el diagrama a la derecha. Otra posibilidad es sustituir a las reinas con saltamontes en posición inicial.